# 이퍼

이퍼(고대 아일랜드어: Aífe, 아일랜드어: Aoife [ˈiːfʲə])는 아일랜드 신화의 얼스터 대계에 등장하는 존재이다. 그녀는 "에버르의 구애"와 "이퍼의 외아들의 죽음"에 등장한다. "에버르의 구애"에서, 이퍼는 알피(Alpi)라는 곳의 동쪽 지방에 살고 있는데, 알피란 스코틀랜드의 다른 이름인 알바(Alba)를 말하는 것으로 보인다. 이퍼는 여전사 스카하크와 경쟁 관계에 있었다. 또 "이퍼의 외아들의 죽음"에서 그녀는 레사(Letha)라는 곳에 살고 있는데, 이곳은 아르모리카 반도를 이름이다. 여기서 이퍼는 스카하크와 자매이자 경쟁자라고 하며, 두 자매는 레사의 아르드-그레임네(Árd-Greimne)의 딸이라고 한다.
"에버르의 구애"에서 영웅 쿠 훌린이 스카하크 밑에서 무예를 훈련받는 도중에 이퍼가 스카하크에게 쳐들어온다. 쿠 훌린은 스카하크의 대전사(代戰士)로서 싸움에 나서는데, 이때 쿠 훌린은 스카하크에게 이퍼가 가장 아끼는 것이 무어냐고 물어본다. 스카하크는 이퍼가 자신의 전차와 말을 가장 아낀다고 말해준다. 싸움이 시작되고, 이퍼가 쿠 훌린의 검을 산산조각낸다. 그때 쿠 훌린이 이퍼의 말과 전차가 절벽에서 떨어지려 한다고 소리쳤다. 이퍼가 뒤돌아본 순간 쿠 훌린은 그녀를 붙잡아 어깨너머로 집어던진 뒤 목에 단검을 들이대서 제압한다. 이퍼는 쿠 훌린에게 목숨을 구걸하고, 쿠 훌린은 스카자크에 대한 적대행위를 그만둘 것, 자신과 하룻밤을 함께 잘 것, 그리고 자신의 아들을 낳아줄 것을 조건으로 그녀를 살려준다.
쿠 훌린은 이퍼를 임신시킨 뒤 아일랜드로 돌아간다. 이때 그는 그녀에게 금반지를 하나 주면서 아이가 태어나면 주라고 한다. 그리고 아이가 일곱 살이 되면 아일랜드로 보내서 아버지를 찾게 하되, 자기가 누구인지 아무에게도 말하지 않게 해야 한다고 말한다. "이퍼의 외아들의 죽음"에서 이야기는 계속되는데, 쿠 훌린과 이퍼의 아들인 콘늘라가 쿠 훌린이 말했던 대로 아일랜드로 간다. 콘늘라의 뛰어난 기량에 얼스터는 소란스러워진다. 콘늘라가 자기 정체를 밝히지 않았기에 쿠 훌린은 콘늘라와 싸워 그를 죽인다. 쿠 훌린은 뒤늦게 금반지를 알아보았지만, 이미 때는 늦었다.